# Olaf Ludwig
Olaf Ludwig (Gera, 13 april 1960) is een voormalig Duits wielrenner.

## Wielrenner
Ludwig is een exponent van het opleidingssysteem van de voormalige DDR. Hij werd in 1990 prof bij de Panasonic-ploeg en stapte later over naar Telekom. Tijdens zijn carrière als wielrenner bouwde hij een behoorlijke erelijst op. Zo werd hij in 1988 olympisch kampioen op de weg. In de Tour de France won hij in totaal 2 etappes en in 1990 wist Ludwig ook de groene trui te winnen.

## Doping
Ook Ludwig is niet ontsnapt aan de beschuldigingen die Telekom-verzorger Jef D'Hont in maart 2007 deed. Toen epo via de renners Uwe Ampler en Uwe Raab zijn intrede had gedaan in de Telekom-ploeg, besloten de dokters van de Universiteit van Freiburg om Ludwig in totaal tien keer duizend eenheden epo in te spuiten voor het WK wielrennen 1993 in Oslo. Hij werd daar destijds 3de. Hierna werd epo-gebruik een normale zaak in de ploeg, aldus D'Hont.

## Teammanager T-Mobile
In 2005 en 2006 was hij teammanager van T-Mobile Team, als opvolger van Walter Godefroot. vanaf 2000 was Ludwig al als ploegleider aan de ploeg verbonden.

## Belangrijkste overwinningen
1977
- Wereldkampioen ploegentijdrit op de weg, Junioren

1978
- Wereldkampioen ploegentijdrit op de weg, Junioren

1982
- Rund um die Hainleite

1983
- Eindklassement Tour de l'Avenir

1988
- Goud op de Olympische Spelen in Seoul, Wegwedstrijd

1990
- 1e, 2e en 5e etappe Ruta del Sol
- 1e etappe deel A Driedaagse van De Panne
- 8e etappe Ronde van Frankrijk
- Puntenklassement Ronde van Frankrijk
- 2e etappe Ronde van Zwitserland
- 5e etappe Ronde van Ierland
- 1e, 2e en 9e etappe Tour DuPont

1991
- 6e etappe Ronde van Murcia
- E3 Harelbeke
- 7e etappe Ronde van Zwitserland
- GP Rik Van Steenbergen
- 1e etappe Ronde van Nederland
- 2e en 5e etappe Ronde van Ierland

1992
- 2e etappe Ronde van de Middellandse Zee
- Dwars door Vlaanderen
- Kuurne-Brussel-Kuurne
- 1e, 2e en 4e etappe Ronde van Aragon
- 2e etappe Vierdaagse van Duinkerke
- Eindklassement Vierdaagse van Duinkerke
- 5e en 10e etappe Ronde van Zwitserland
- Eindklassement Wereldbeker Weg
- Amstel Gold Race
- 21e etappe Ronde van Frankrijk
- GP de Fourmies

1993
- 5e etappe Ronde van de Middellandse Zee
- 1e etappe deel B Ronde van Aragon
- 5e etappe Vierdaagse van Duinkerke
- 13e etappe Ronde van Frankrijk

1994
- 7e etappe Ronde van Aragon
- 4e etappe Vierdaagse van Duinkerke
- Rund um den Henninger-Turm
- 4e etappe Kellogg's Tour of Britain

1995
- Veenendaal-Veenendaal

1996
- 1e etappe Vierdaagse van Duinkerke
- 6e etappe Ronde van Nederland
- 2e etappe Ruta del Sol
- 1e etappe Driedaagse van De Panne

## Resultaten in voornaamste wedstrijden
| Jaar | Ronde van Italië | Ronde van Frankrijk | Ronde van Spanje |
| ---- | ---------------- | ------------------- | ---------------- |
| 1990 |                  | 141e (1)            |                  |
| 1991 |                  | 114e                | opgave           |
| 1992 |                  | 96e (1)             |                  |
| 1993 |                  | opgave (1)          |                  |
| 1994 |                  | 105e                |                  |
| 1995 |                  | buiten tijd         |                  |
| 1996 |                  |                     |                  |

| Jaar | Milaan-San Remo | Gent-Wevelgem | Ronde van Vlaanderen | Parijs-Roubaix | Amstel Gold Race | Parijs-Tours | Parijs-Brussel | E3 Harelbeke |  | WK op de weg |  | Wereldranglijsten |
| ---- | --------------- | ------------- | -------------------- | -------------- | ---------------- | ------------ | -------------- | ------------ |  | ------------ |  | ----------------- |
| 1990 |                 |               |                      | 16e            | 12e              | 11e          | 79e            |              |  |              |  |                   |
| 1991 |                 | Brons         | 32e                  | 9e             | 6e               | ↑            | Zilver         | ↑            |  |              |  |                   |
| 1992 | 6e              | 8e            |                      | ↑              | ↑                | ↑            | 5e             |              |  |              |  | (UWB)             |
| 1993 | 98e             | 5e            | 9e                   | ↑              | 19e              | 22e          | 13e            | ↑            |  | ↑            |  |                   |
| 1994 | 125e            | 13e           |                      | 4e             | 17e              | 80e          | 60e            | 10e          |  |              |  |                   |
| 1995 |                 | 53e           | 89e                  | 24e            | 4e               |              | 38e            |              |  |              |  |                   |
| 1996 | 116e            | 76e           | 32e                  |                |                  |              |                | 5e           |  |              |  |                   |

## Ploegen
- 1990 - Panasonic-Sportlife
- 1991 - Panasonic-Sportlife
- 1992 - Panasonic
- 1993 - Telekom
- 1994 - Telekom
- 1995 - Team Deutsche Telekom
- 1996 - Team Deutsche Telekom
- 1997 - Individueel